# 凯尔格洛夫
凯尔格洛夫（法語：Kergloff，法語發音：[kɛʁɡlɔf]）是法国菲尼斯泰尔省的一个市镇，属于沙托兰区。

## 地理
凯尔格洛夫（48°16'28"N, 3°37'10"W）面积24.94 平方千米，位于法国布列塔尼大區菲尼斯泰尔省，该省份为法国最西部的省份，位于布列塔尼半岛西部，北西南三面环大西洋，东临阿摩尔滨海省和莫尔比昂省。
与凯尔格洛夫接壤的市镇（或旧市镇、城区）包括：普拉文、克莱当波埃尔、卡赖普卢盖尔、朗德洛、普卢内韦泽勒、普卢耶。

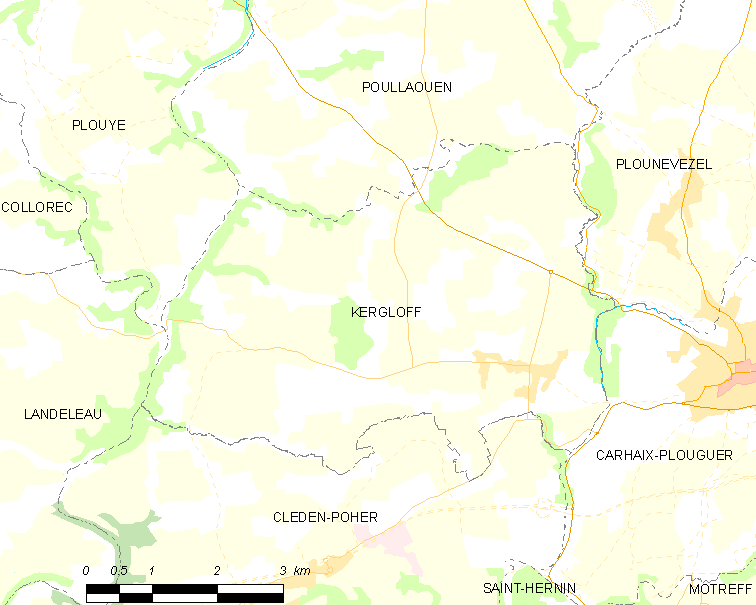
凯尔格洛夫的OSM定位图

凯尔格洛夫的时区为UTC+01:00、UTC+02:00（夏令时）。

## 行政
凯尔格洛夫的邮政编码为29270，INSEE市镇编码为29089。

## 政治
凯尔格洛夫所属的省级选区为卡赖普卢盖尔县。

## 人口

1962-2008年间凯尔格洛夫人口变化图示

凯尔格洛夫于2022年1月1日时的人口数量为878人。